# اليوم الوطني لقداسة حياة الإنسان
اليوم الوطني لقداسة حياة الإنسان هو احتفال أعلنه العديد من رؤساء الولايات المتحدة الذين عارضوا الإجهاض والذي يتم الإعلان عنه عادةً في أو بالقرب من الذكرى السنوية لقرار المحكمة العليا في قضية رو في. واد.
يقتصر على الإجهاض، دون ذكر عقوبة الإعدام.

## تاريخ
أصدر الرئيس رونالد ريغان إعلانًا رئاسيًا في 13 يناير 1984, حدد يوم الأحد 22 يناير 1984 يومًا قديماً لحياة الإنسان، مشيرًا إلى أن ذلك كان الذكرى الحادية عشرة لرو ضد. وايد, الذي أصدرت فيه المحكمة العليا حكماً يضمن للمرأة الوصول إلى الإجهاض. كان الرئيس ريغان من أشد المدافعين المناهضين للإجهاض وقد قال ذلك في قضية رو في. وايد المحكمة العليا «ألغت قوانيننا التي تحمي أرواح الأطفال الذين لم يولدوا بعد».
أصدر ريغان الإعلان سنويًا بعد ذلك، وحدد قدسية يوم حياة الإنسان ليكون أقرب يوم أحد إلى تاريخ 22 يناير الأصلي. واصل خليفته، جورج إتش دبليو بوش، الإعلان السنوي طوال فترة رئاسته. أوقف خليفة بوش، بيل كلينتون، هذه الممارسة طوال السنوات الثماني التي قضاها في منصبه، لكن نجل بوش وخليفة كلينتون، جورج دبليو بوش، استأنفوا الإعلان وقاموا بذلك كل عام من رئاسته.
في نهاية السنة الأولى من رئاسته، أصدر دونالد ترامب إعلانًا أعلن يوم الاثنين 22 يناير 2018 يومًا قومياً لحياة الإنسان; ومع ذلك، في العام التالي، أعاد إعلانه تعيين الموعد مرة أخرى إلى يوم الأحد، أي 20 يناير 2019.
يتم تحديد اليوم تقليديًا باعتباره يومًا مقدسًا من قبل الكنيسة اللوثرية - ميسوري المجمع الكنسي باعتباره قدسية الحياة البشرية الأحد.
وفقًا للتقويم الصحيح للكنيسة الكاثوليكية في الولايات المتحدة، بناءً على طلب مؤتمر اتحاد المطارنة الكاثوليك في الولايات المتحدة (USCCB) ووافق عليه الكرسي الرسولي، في 22 يناير (أو الثالث والعشرين إذا كان الثاني والعشرون يومًا أحد) يُحتفل به باعتباره «يوم الصلاة من أجل الحماية القانونية للأطفال غير المولودين».

## إجابة
في موجز صديق قدمته الرابطة الوطنية للمحامين في قضية Elk Grove Unified School District v. Newdow, تم الاستشهاد بالقداسة الوطنية ليوم حياة الإنسان كمثال للسلطة التنفيذية التي تعترف بالفلسفة التوحيدية لحكومة الولايات المتحدة.